# Fernando Flávio Marques de Almeida

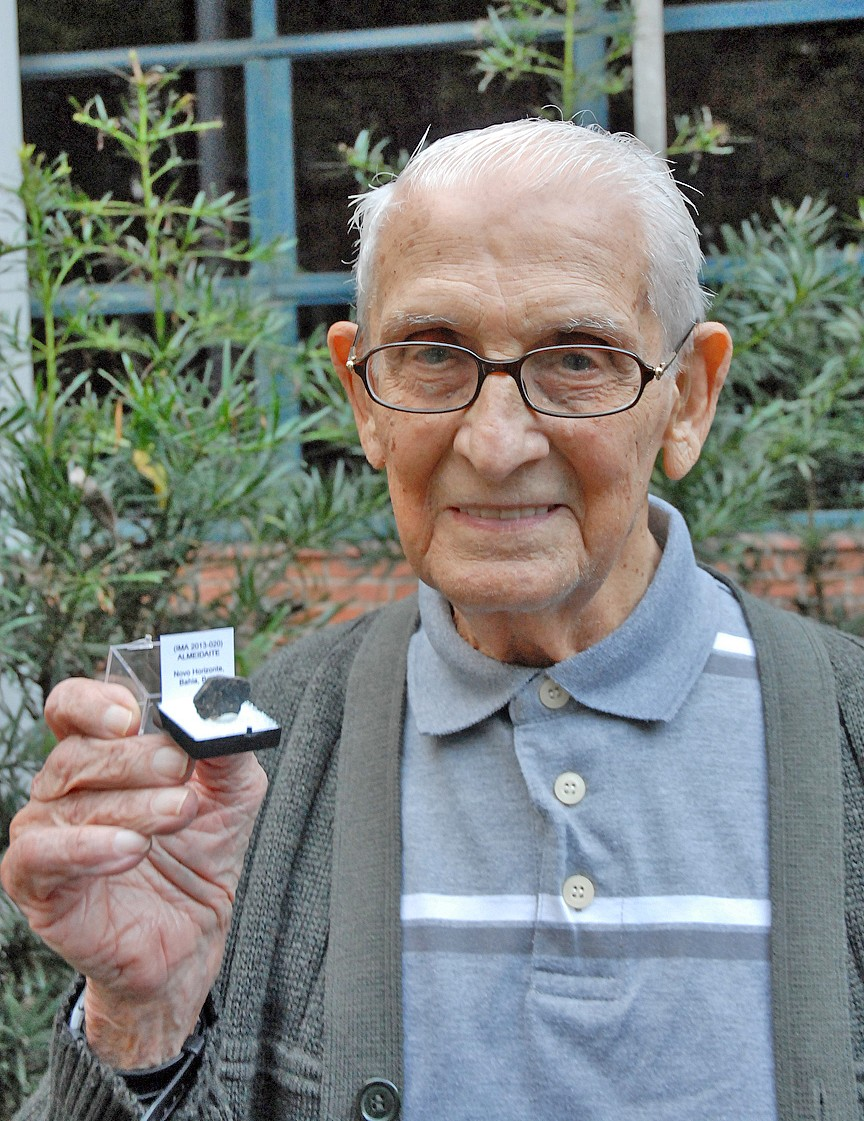
De Almeida 2013 mit dem nach ihm benannten Mineral

Fernando Flávio Marques de Almeida  (* 18. Februar 1916 in Rio de Janeiro; † 2. August 2013 in São Paulo) war ein brasilianischer Geologe.

## Leben
1938 erhielt er seinen Diplom-Abschluss als Bauingenieur am Polytechnikum in São Paulo, wandte sich aber unter dem Einfluss des Geologieprofessors Luiz Flores de Moraes Rego der Geologie zu und wurde dessen Assistent am Polytechnikum (Escola Politécnica da Universidade de São Paulo, EPUSP). 1957 gewann er den Wettbewerb um eine Dozentur an der EPUSP mit einer Arbeit über die Geologie von Fernando de Noronha und nach einem weiteren Wettbewerb (bei dem er eine Arbeit über Trinidad schrieb) übernahm er 1962 den Lehrstuhl. Bis 1969 forschte er außerdem für das Departamento Nacional da Produção Mineral. Ab 1974 war er an der Universität São Paulo und ab 1978 am Institut für Technologie-Forschung des Bundesstaats São Paulo. 1994 ging er in den Ruhestand.
Er galt als einer der führenden Erforscher der Geologie von Brasilien. Von ihm stammen 176 wissenschaftliche Aufsätze und Buchkapitel.
Er erhielt 1995 das Großkreuz des Nationalen Ordens für Wissenschaftliche Verdienste. Er war Mitglied der Brasilianischen Akademie der Wissenschaften. 1991 wurde er Ehrendoktor der Staatsuniversität von Campinas (wo er 1985 bis 1990 lehrte). Das Mineral Almeidaíta aus Novo Horizonte in Bahia wurde 2013 nach ihm benannt.

## Schriften (Auswahl)
- Geologia do Sudoeste Mato-grossense, Min. Agricultura, Div. Geol. Miner./DNPM. Boletim 116, 1945
- Geologia e Petrologia do Arquipélago de Fernando de Noronha, Div. Geol. Miner./DNPM. 181 il. Mapa. (Mon.XIII), 1956
- Geologia e Petrologia da Ilha de Trindade, Div. Geol. Miner./DNPM. (Mon.XVIII) 1961
- mit Y. Hasui, B. B. de B. Neves, R. A. Fuck: Brazilian Structural Provinces: an introduction, Earth-Science Reviews, Band 17, 1981, S. 1–29
- mit Y. Hasui, J. A Mioto, M. S. de Melo: Geologia, Geomorfologia, Tectônica e Simicidade do Sudeste brasileiro. São Paulo: IPT, IPT, Monografias 7, 1982
- mit Y. Hasui: The Central Brazil Shield reviewed, Episodes, Band 8, 1985, S. 29–37.